# Orisoain
Orisoain (en basc, oficialment en castellà Orísoain) és un municipi de Navarra, a la Comarca de Tafalla, dins la merindad d'Olite. Limita a l'oest amb Garinoain, al nord amb Oloriz i a l'est i sud amb Leoz.

## Demografia
| Evolució demogràfica                                | Evolució demogràfica | Evolució demogràfica | Evolució demogràfica | Evolució demogràfica | Evolució demogràfica | Evolució demogràfica | Evolució demogràfica | Evolució demogràfica | Evolució demogràfica | Evolució demogràfica |
| --------------------------------------------------- | -------------------- | -------------------- | -------------------- | -------------------- | -------------------- | -------------------- | -------------------- | -------------------- | -------------------- | -------------------- |
| 98                                                  | 93                   | 103                  | 99                   | 100                  | 92                   | 88                   | 85                   | 87                   | 84                   | 81                   |
| Fonts: Orisoain i Institut d'Estadística de Navarra |                      |                      |                      |                      |                      |                      |                      |                      |                      |                      |